# 니시후타미촌
니시후타미촌(西二見村)은 미에현 와타라이군에 있던 촌이다.

## 역사
- 1889년 4월 1일 - 정촌제 시행에 의해 와타라이군 니시후타미촌이 성립하였다.
- 1908년 5월 1일 - 히가시후타미촌과 합병해 후타미정이 성립하여, 동일 니시후타미촌은 폐지되었다.

## 교통

### 철도
- 이세전기철도 (현 미에교통)
  - 신토선

현재는 구촌 지역을 관통하는 산구선이 지나가고 있지만 당시에는 미개통이었다.

## 참고문헌
- 角川日本地名大辞典 24 三重県